# Robert Zartmann
Robert Zartmann (1874-1954) est un artiste peintre allemand. Connu pour ses paysages et nature-mortes, il fut actif dans la première moitié du XXe siècle.

## Biographie
Robert Zartmann naît le 2 mars 1874 à Metz en Alsace-Lorraine. Il s'oriente tôt vers les beaux-arts et la peinture.
Il travailla en Allemagne, notamment dans le Bade-Wurtemberg.
Robert Zartmann décéda le 26 avril 1954 à Karlsruhe.